# ヒドロペルオキシルラジカル
ヒドロペルオキシルラジカル (英語: hydroperoxyl radical)、超酸化水素 (英語: hydrogen superoxide)、またはペルヒドロキシルラジカル (英語: perhydroxyl radical) は、化学式が HO2 で表される、形式的にスーパーオキシドアニオンがプロトン化されたラジカルである。

## 生成
ヒドロペルオキシルラジカルは、スーパーオキシドアニオン O2-にプロトンが付加して生成する。

## 反応性
スーパーオキシドアニオン {\displaystyle {\ce {O2^-}}} とヒドロペルオキシルラジカルは、水溶液中で平衡状態にある。
{\displaystyle {\ce {O2^{-}\ +H2O\ \rightleftarrows \ HO2\ +OH^{-}}}}
このpKaは4.88を示す。したがって、代表的な細胞の細胞質基質内のスーパーオキシドアニオンの約0.3%は、プロトン化された状態で存在する。
主に還元剤の働きをする {\displaystyle {\ce {O2^-}}} と違い HO2 は、ビタミンEや脂質二重層中の多価不飽和脂肪酸からの水素原子の脱離など、いくつかの生物学的に重要な反応において酸化剤の働きをすることができる。また、これは脂質過酸化反応の重要なイニシエーターでもある。
誘電率はpKaに強い影響を与えるため、とても低い誘電率の空気中では、光化学的に生成される {\displaystyle {\ce {O2^-}}} はほとんど HO2 として存在する。非常に強い反応性をもつ HO2 は、特定の有機汚染物質を分解させることによる「空気の洗剤」の働きをする。HO2 の化学は地球化学にとって重要である。

## 環境に対する影響
ヒドロペルオキシルラジカルは対流圏において炭化水素の酸化によってつくられ、成層圏でのオゾン層破壊の一因となっている。